# Club Esportiu Europa
Pour les articles homonymes, voir Europa.
Maillots
Le Club Esportiu Europa (Club sportif Europe) est un club de football espagnol basé à Barcelone.

## Historique

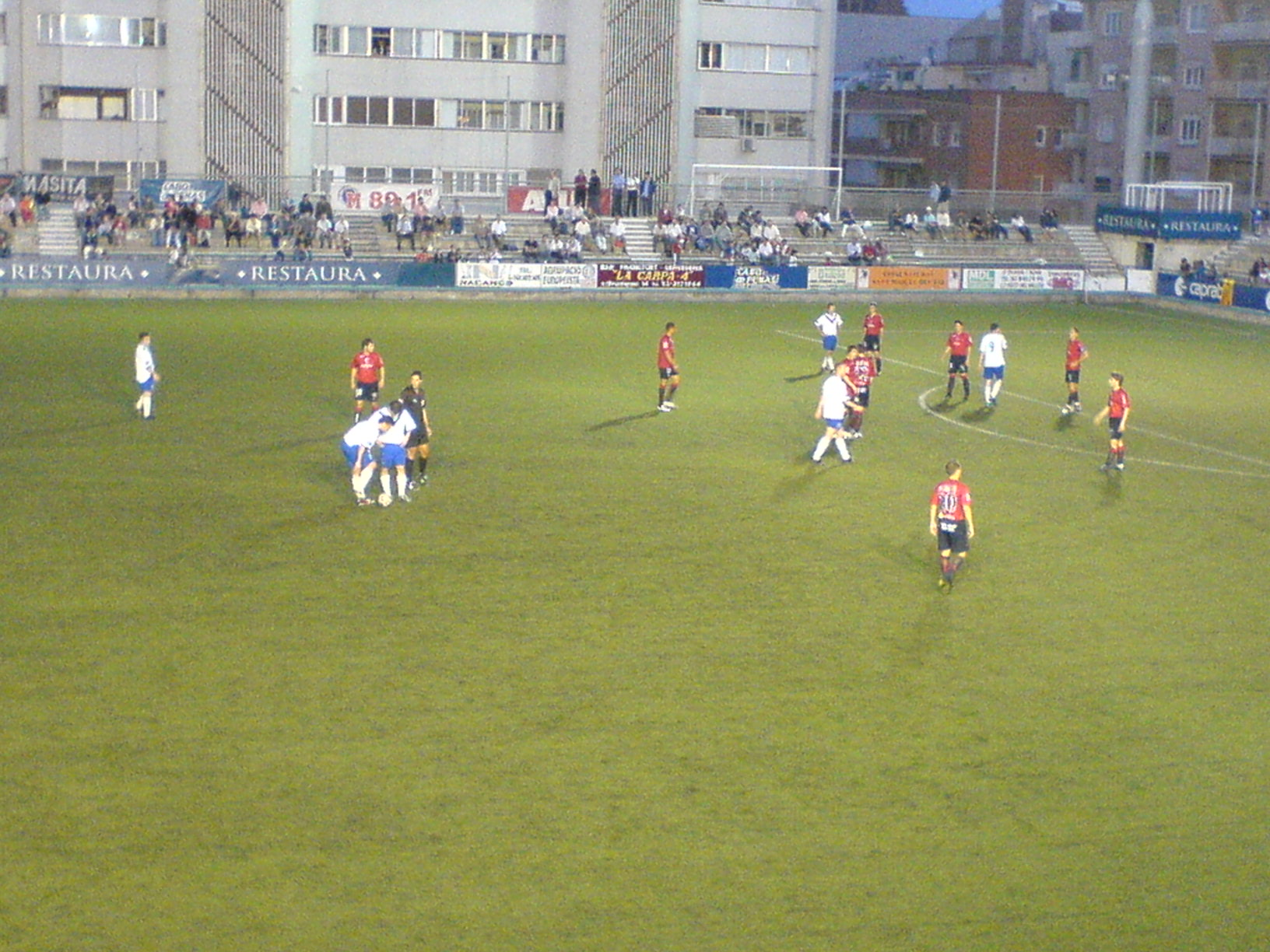
CE Europa-Osasuna, 5 juin 2007, stade Nou Sardenya.

Le club atteint la finale de la Coupe d'Espagne en 1923, en étant battu par l'Athletic Bilbao sur le score de 1-0.
Le club passe 3 saisons en première division de 1929 à 1931, et 6 saisons en deuxième division, en 1931-1932 puis de 1963 à 1968. Il obtient son meilleur classement en première division lors de l'année 1929, qui s'avère être la toute première édition de la Liga, où il se classe 8e du championnat, avec 6 victoires, 4 nuls et 8 défaites.

## Récompenses et distinctions
- Le club reçoit la Creu de Sant Jordi en 2007.
- Champion de Catalogne en 1923

## Joueurs
- Francisco Alcoriza
- David Gámiz
- Samuel Escrich